# Bernhard Aleksander Roostfeld
Bernhard Aleksander Roostfeld (auch Rostfeldt oder Rostfeld; * 24. Dezember 1884jul. / 5. Januar 1885greg. auf dem Gut Edise, damals Gemeinde Jõhvi, Kreis Virumaa; † 28. Januar 1948 in Karaganda, damals Kasachische SSR) war ein estnischer Politiker und Wirtschaftsexperte.

## Frühe Jahre
Bernhard Aleksander Roostfelds Vater Karkl Roostfeld (1856–1918) stammte ursprünglich aus dem Kirchspiel Vigala im heutigen Kreis Rapla. Er zog später nach Wierland im heutige Nordosten Estlands, wo er Gutsverwalter wurde.
Von 1895 bis 1903 besuchte Bernhard Aleksander Roostfeld das Gymnasium im nahegelegenen Narva. Anschließend studierte er von 1903 bis 1908 an der Physikalisch-Mathematischen Fakultät der Universität in der russischen Hauptstadt Sankt Petersburg. Nach dem Ende seines Studiums besuchte er von 1908 bis 1910 die Landwirtschaftsakademie in Moskau.
Bis 1917 war Roostfeld als Agronom am Semstwo des Kreises Sankt Petersburg beschäftigt. Gleichzeitig gehörte er dem Vorstand der Petersburger Landwirtevereinigung an. Von 1917 bis 1920 war Roostfeld Mitglied des Vorstands des Zentralverbands der Petersburger Genossenschaften.

## Republik Estland
1920, nach dem Friedensvertrag von Tartu, kehrte Roostfeld in die neugegründete Republik Estland zurück. Er wurde Abteilungsleiter der landwirtschaftlichen Abteilung der 1917 gegründeten Estnischen Verbrauchergenossenschaft (Eesti Tarbijate Kooperatiiv – ETK).
Von Januar 1921 bis November 1922 war der parteilose Roostfeld Landwirtschaftsminister der Republik Estland in der Koalitionsregierung des Staatsältesten (Regierungschefs) Konstantin Päts. Gleichzeitig war er geschäftsführender Ernährungsminister. Von November 1921 bis Dezember 1922 war Roostfeld außerdem Verkehrsminister.
Von November 1922 bis August 1923 bekleidete Roostfeld in der Nachfolgeregierung des Staatsältesten Juhan Kukk erneut das Amt des Landwirtschaftsministers. Von August 1923 bis März 1924 war Roostfeld in der Regierung des Staatsältesten Konstantin Päts Handels- und Industrieminister der Republik Estland.
Von 1924 bis 1928 war Roostfeld Direktor der Estnischen Verbrauchergenossenschaft (Eesti Tarbijate Kooperatiiv – ETK). Von 1928 bis 1938 war er Direktor der insbesondere für die Entwicklung des estnischen Landwirtschaftswesens bedeutenden Staatlichen Bank für Langfristige Darlehen (Pikalaenu Pank). Von 1936 bis 1939 war Roostfeld gleichzeitig Vorstandsvorsitzender der Postimees-Verlagsgesellschaft.
Vom 7. April 1938 bis zur sowjetischen Besetzung Estlands im Juni 1940 gehörte Roostfeld als Abgeordneter dem Staatsrat (Riiginõukogu) an, der zweiten Kammer des estnischen Parlaments (Riigkogu).

## Privatleben
Bernhard Aleksander Roostfeld war seit 1911 mit der Kinderärztin Alma Roostfeld (geb. Säkk, 1883–1859) verheiratet. Die Tochter und spätere Flugzeugingenieurin Inna Roostfeld (1914–2011) erlangte dadurch Berühmtheit, dass sie 1934 als erste Frau in Estland eine Fliegerlizenz erwarb.

## Verhaftung und Tod
1944 gelang Alma Roostfeld mit ihren Töchtern die Flucht vor der sowjetischen Armee nach Deutschland und später in die USA. Bernhard Aleksander Roostfeld wurde am 8. November 1944 von den sowjetischen Besatzungsbehörden verhaftet und ins Innere der Sowjetunion deportiert. Er starb 1948 im Gulag im Alter von 63 Jahren.